# Arrondissement Le Blanc
Le Blanc is een arrondissement van het Franse departement Indre in de regio Centre-Val de Loire. De onderprefectuur is Le Blanc.

## Kantons
Het arrondissement was tot 2014 samengesteld uit de volgende kantons:
- Kanton Bélâbre
- Kanton Le Blanc
- Kanton Mézières-en-Brenne
- Kanton Saint-Benoît-du-Sault
- Kanton Saint-Gaultier
- Kanton Tournon-Saint-Martin

Na de herindeling van de kantons bij decreet van 18 februari 2014 met uitwerking op 22 maart 2015 omvat het volgende kantons:
- Kanton Le Blanc
- Kanton Saint-Gaultier (deel : 29/34)